# 11e parallèle sud
Pour les articles homonymes, voir 11e parallèle.
En géographie, le 11e parallèle sud est le parallèle joignant les points de la surface de la Terre dont la latitude est égale à 11° sud.

## Géographie

### Dimensions
Dans le système géodésique WGS 84, au niveau de 11° de latitude sud, un degré de longitude équivaut à 109,287 km ; la longueur totale du parallèle est donc de 39 344 km, soit environ 98 % de celle de l'équateur. Il en est distant de 1 216 km et du pôle Sud de 8 785 km,.

### Régions traversées
Le 11e parallèle sud passe au-dessus des océans sur environ 81 % de sa longueur. Du point de vue des terres émergées, il traverse l'Afrique (Angola, République démocratique du Congo, Zambie, Malawi, Tanzanie, Mozambique), l'Indonésie, l'Australie (île Croker, Queensland) et l'Amérique du Sud (Pérou, Bolivie, Brésil).
Le tableau ci-dessous résume les différentes zones traversées par le parallèle, d'ouest en est :
| Zone                                          | Début                 | Fin                   | Longueur (km) |
| --------------------------------------------- | --------------------- | --------------------- | ------------- |
| Océan Atlantique                              | 11° 00′ S, 37° 04′ O  | 11° 00′ S, 13° 52′ E  | 5 566         |
| Afrique                                       | 11° 00′ S, 13° 52′ E  | 11° 00′ S, 40° 31′ E  | 2 913         |
| Océan Indien                                  | 11° 00′ S, 40° 31′ E  | 11° 00′ S, 122° 51′ E | 8 998         |
| Île au sud de Rote (Indonésie)                | 11° 00′ S, 122° 51′ E | 11° 00′ S, 122° 52′ E | 2             |
| Mer de Timor                                  | 11° 00′ S, 122° 52′ E | 11° 00′ S, 136° 45′ E | 1 516         |
| Île Croker (Australie, Territoire du Nord)    | 11° 00′ S, 136° 45′ E | 11° 00′ S, 136° 46′ E | 2             |
| Mer d'Arafura                                 | 11° 00′ S, 136° 46′ E | 11° 00′ S, 142° 08′ E | 587           |
| Australie (péninsule du cap York, Queensland) | 11° 00′ S, 142° 08′ E | 11° 00′ S, 142° 45′ E | 67            |
| Océan Pacifique                               | 11° 00′ S, 142° 45′ E | 11° 00′ S, 77° 40′ O  | 15 255        |
| Amérique du Sud                               | 11° 00′ S, 77° 40′ O  | 11° 00′ S, 37° 04′ O  | 4 437         |

## Îles proches
Le 11e parallèle passe à proximité des îles suivantes :
- Île Melville (Australie) ;
- Îles Wessel (Australie) ;
- Louisiades (Papouasie-Nouvelle-Guinée) ;
- Rennell (Salomon) ;
- Makira (Salomon) ;
- Nendo (Salomon) ;
- Utupua (Salomon) ;
- Swains (Samoa américaines) ;
- Pukapuka (îles Cook).